# هنر سلتی
هنر سِلتی (انگلیسی: Celtic art) یا شناخته شده با نام دیگر هنر سلتیک، هنری است در ارتباط با مردمان سلت، این هنر مشخصهٔ مردمانی است که به زبان‌های سلتی سخن می‌گفتند که اروپای دوران پیش از تاریخ تا دورهٔ مدرن را شامل می‌شود، و همچنین به عنوان هنر مردمان باستان که از لحاظ گویشی ناشناخته و نزدیک به قوم سلتی هستند گفته می‌شود.
در قالب کلی و تاریخی، هنر سلتی مشخصاً هنر قوم سلتی ساکن انگلستان و ایرلند از حدود ۴۵۰ قبل از میلاد تا ۷۰۰ بعد از میلاد را شامل می‌شود، از مشخصات این هنر تزئینات انتزاعی نامتقارن و خمیده خط و نیز عموماً ترکیب یافته با شکل‌های جانوران است. این هنر به دو دوره تقسیم شده و دورهٔ نخستین آن تا اوایل سدهٔ اول میلادی ادامه داشته و به شیوهٔ لاتن معروف می‌باشد، هنر سلتی یک دورهٔ دشوار برای تشریح و تعریف است و دلیل عمدهٔ آن پوشش گستره زیادی از زمان می‌باشد، همچنین فرهنگ و جغرافیای سکونت و پراکنش سلت‌ها از دیگر مشخصات این پیچیدگی است. از هنر سلتیک به عنوان تداوم هنری در اروپا در عصر برنز یاد می‌شود، در واقع حتی قبل از دوران نوسنگی، با این حال باستان‌شناسان به طور کلی هنر سلتیک را بخشی از فرهنگ عصر آهن اروپا از حدود ۱۰۰۰ قبل از میلاد تا زمان فتح سرزمین سلت‌ها توسط امپراتوری روم می‌دانند.
مورخان هنری معمولاً هر گاه صحبت از هنر سلتی پیش می‌آید تنها به دورهٔ لاتن که تقریباً از قرن پنجم تا یکم قبل از میلاد رواج داشت اشاره می‌کنند، دورهٔ دیگر هنر سلتیک پیونده خورده با بریتانیا در حدود ۱۵۰ سال بعد از میلاد مسیح است که به هنر سده‌های میانی آغازین در تاریخ بریتانیا و ایرلند مشهور است، اوج نمایش هنر سلتی در این دوره کتاب کیلز و شاهکارهای دیگر می‌باشد. هنر سلتیک از اوایل قرون وسطی در هنر پیکتیش اسکاتلند ترکیب شد.

## نگارخانه

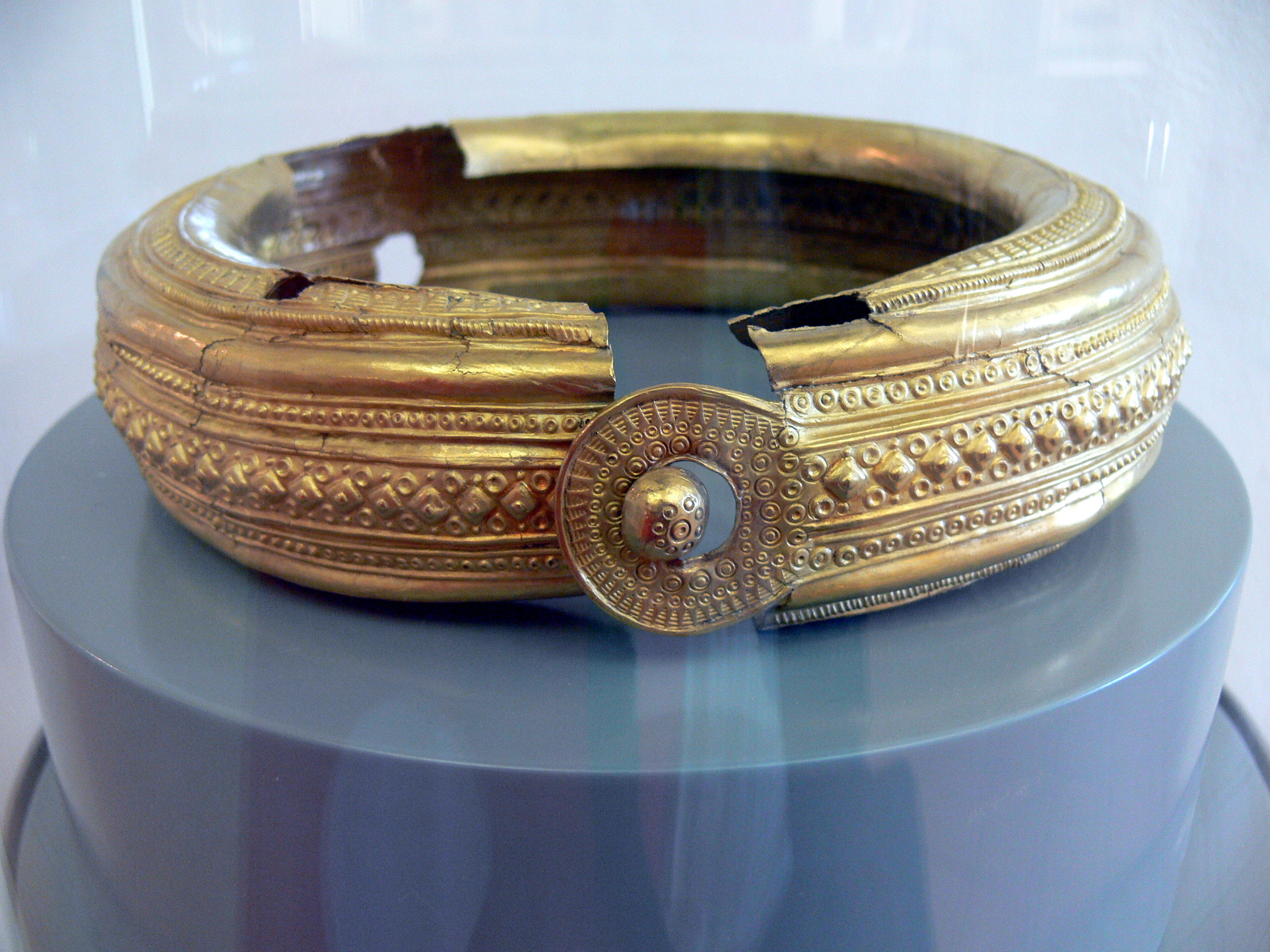
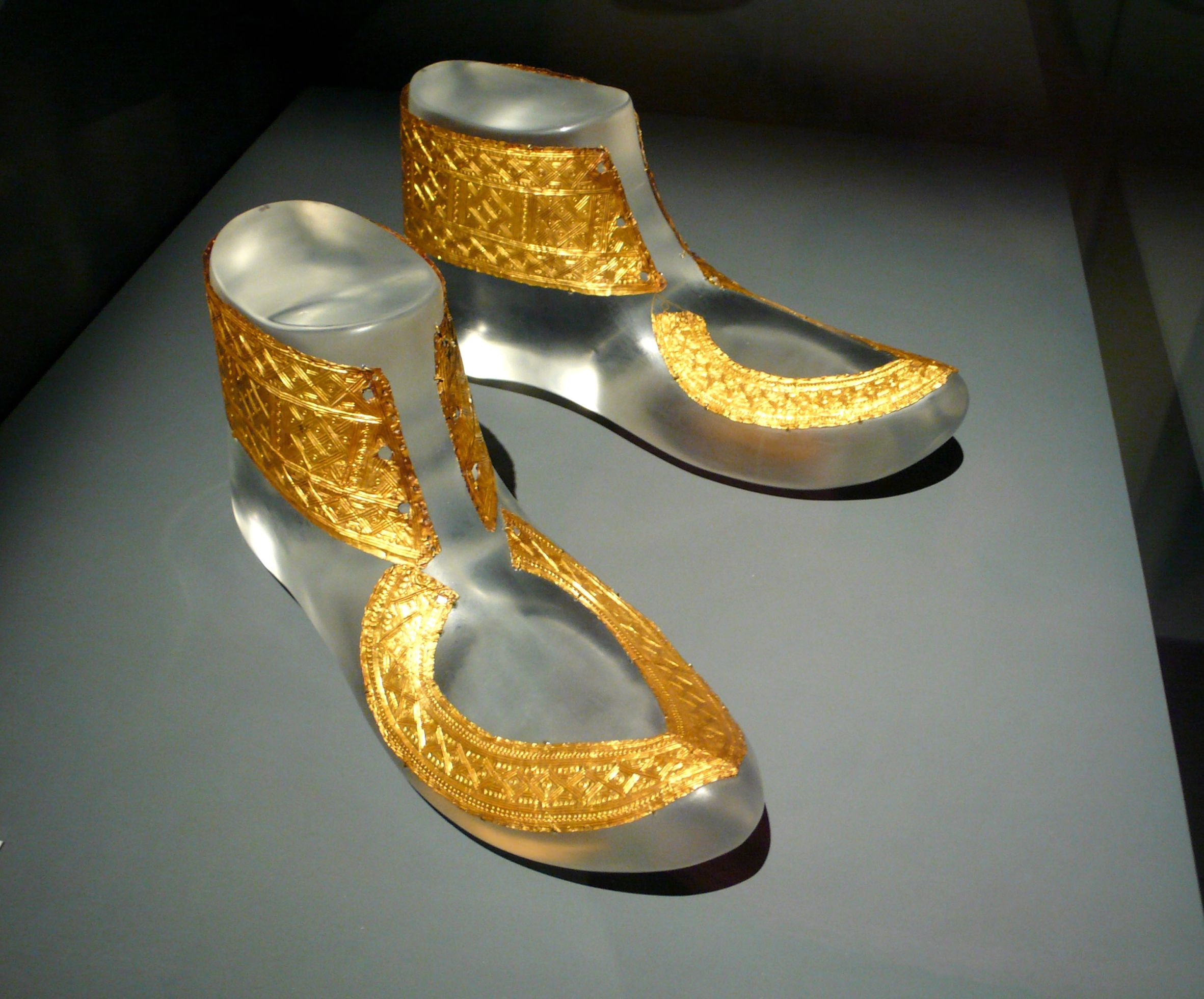
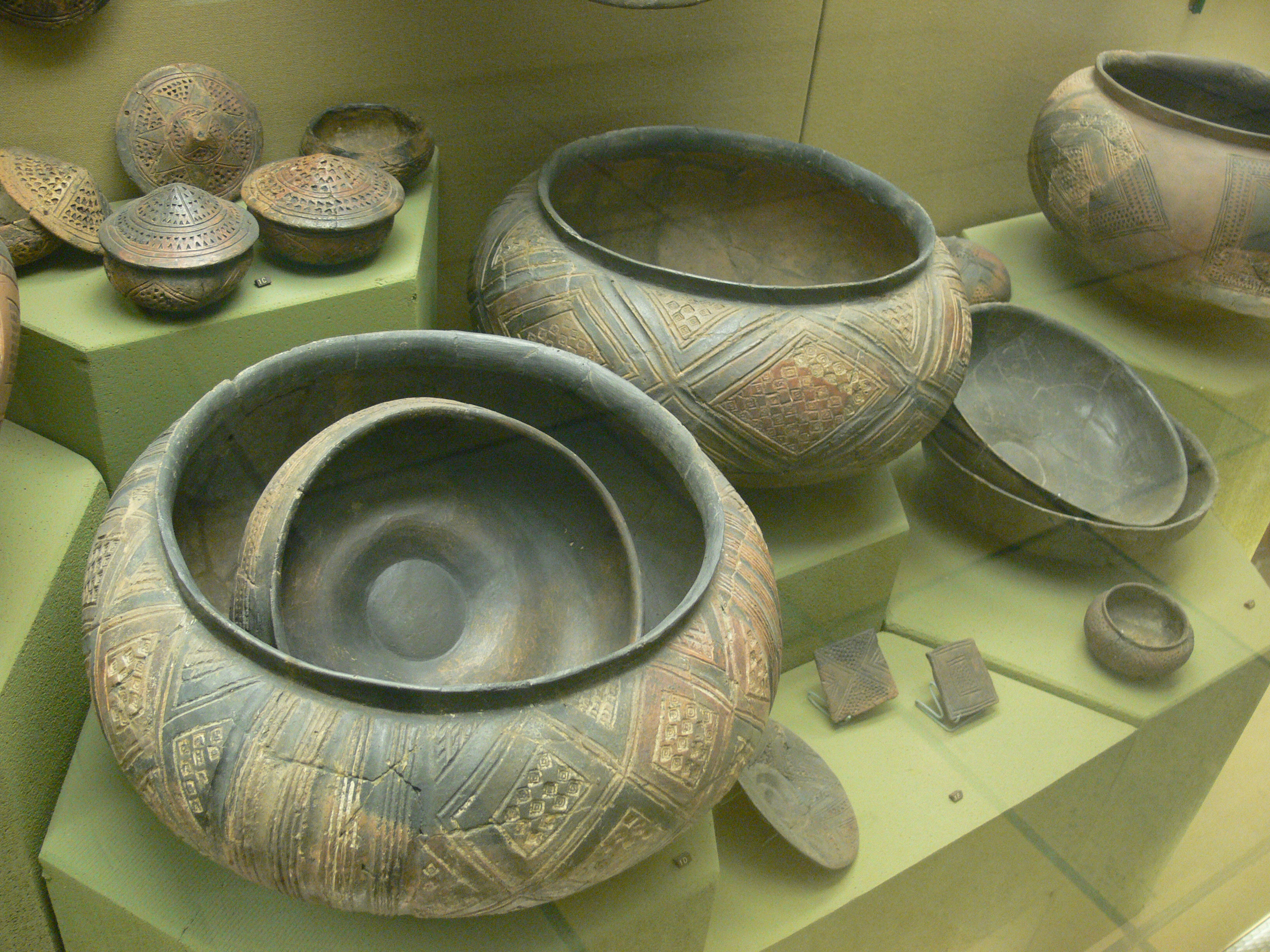
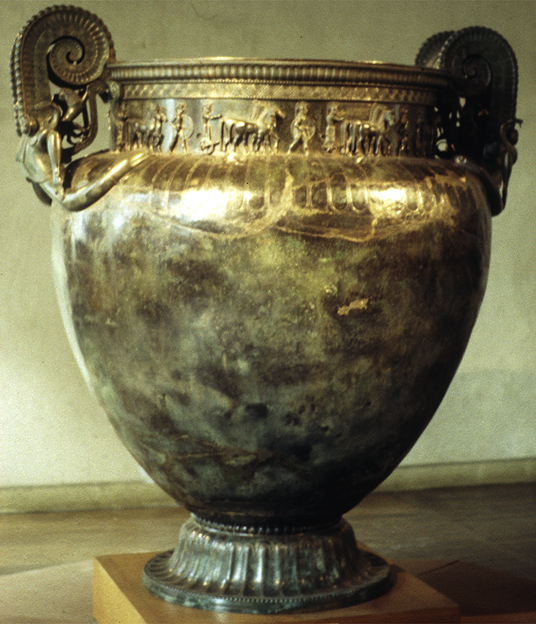
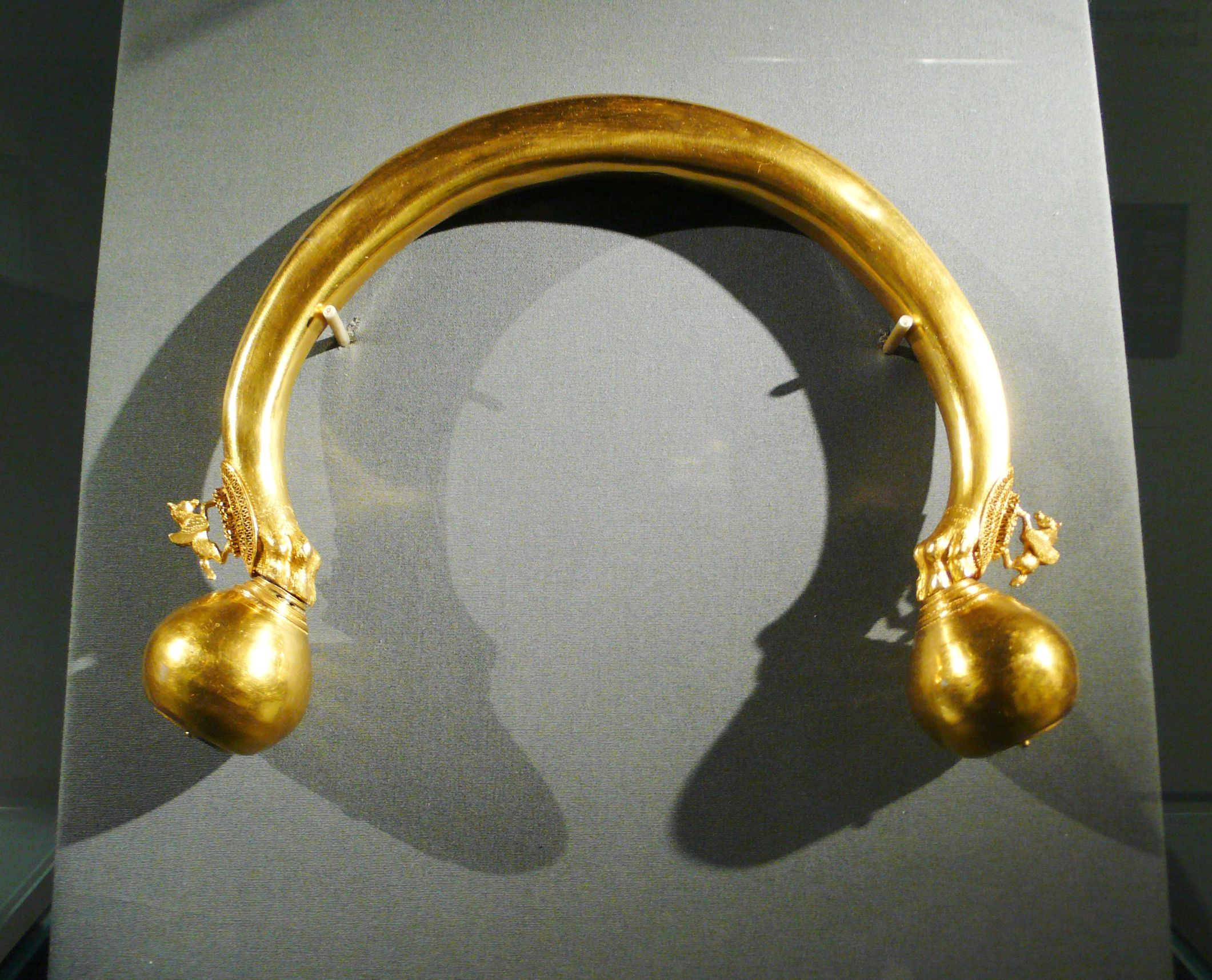
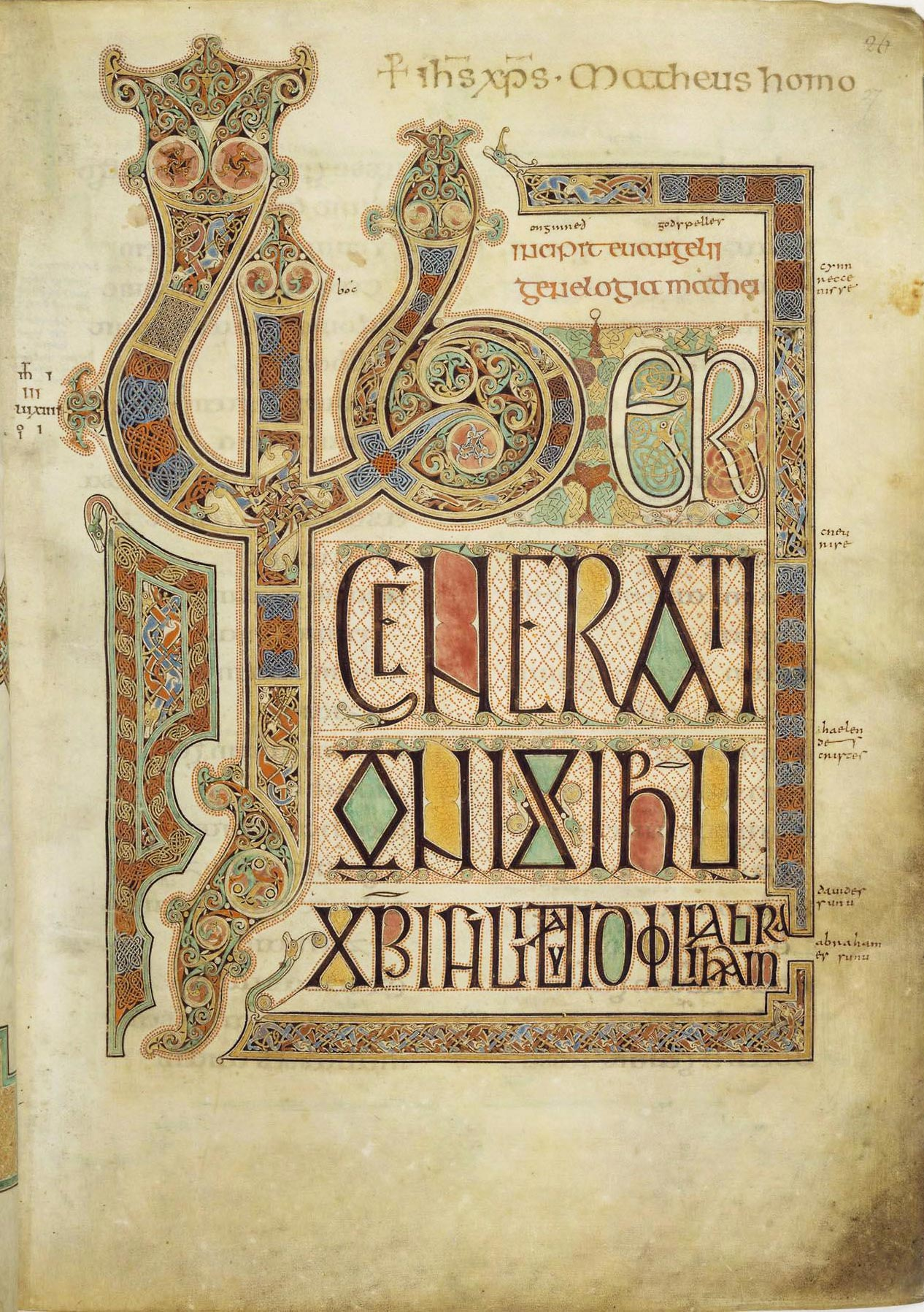
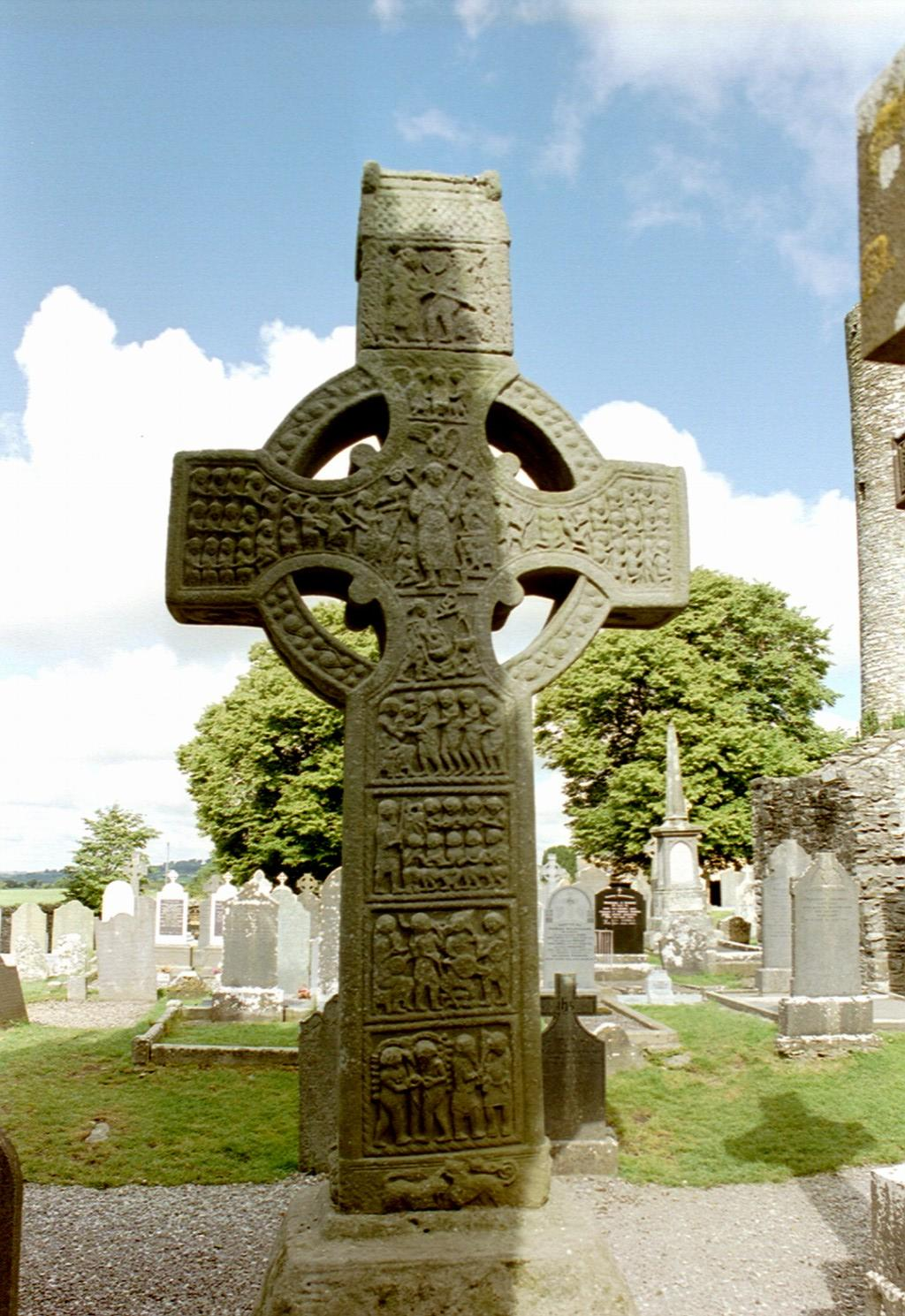
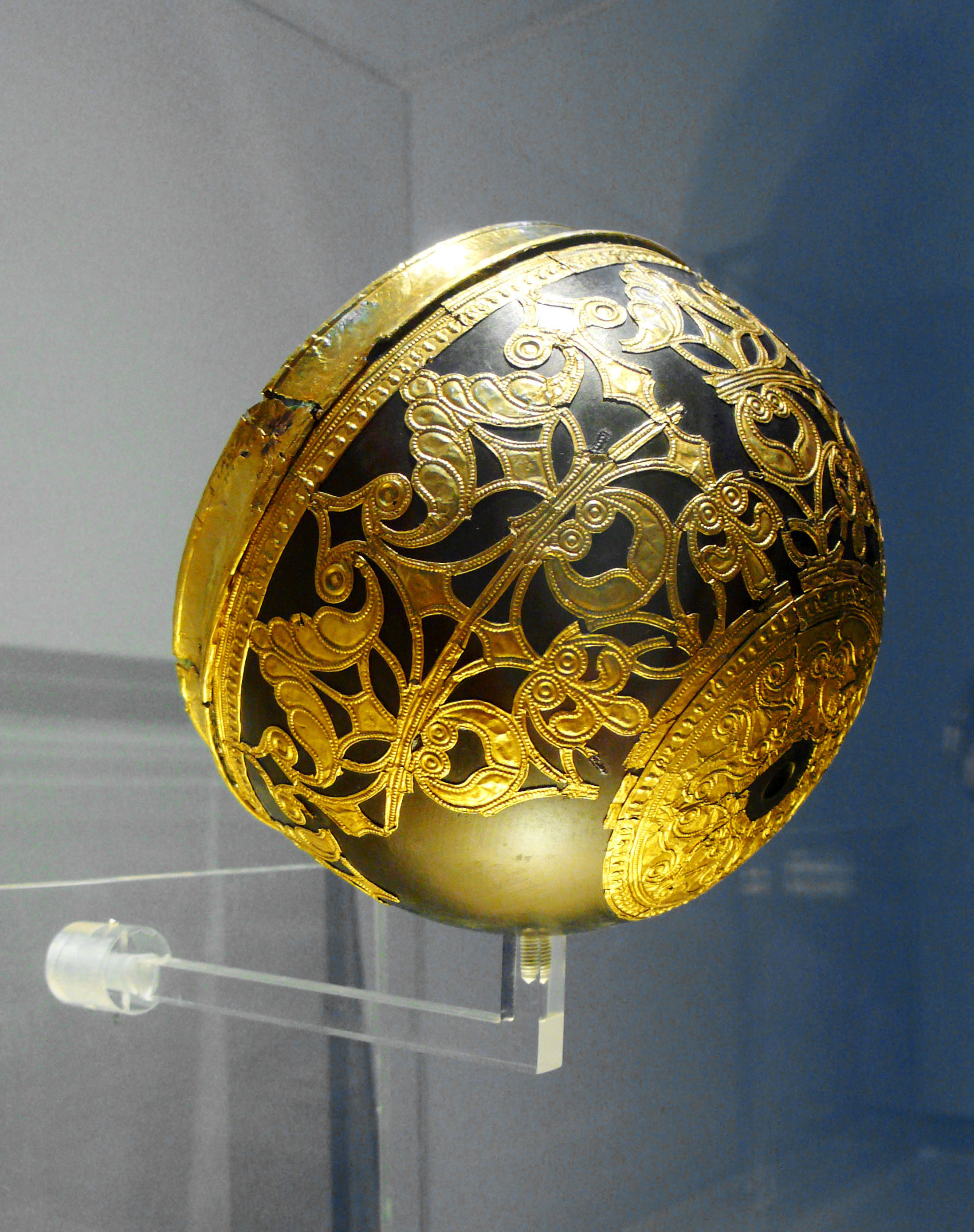
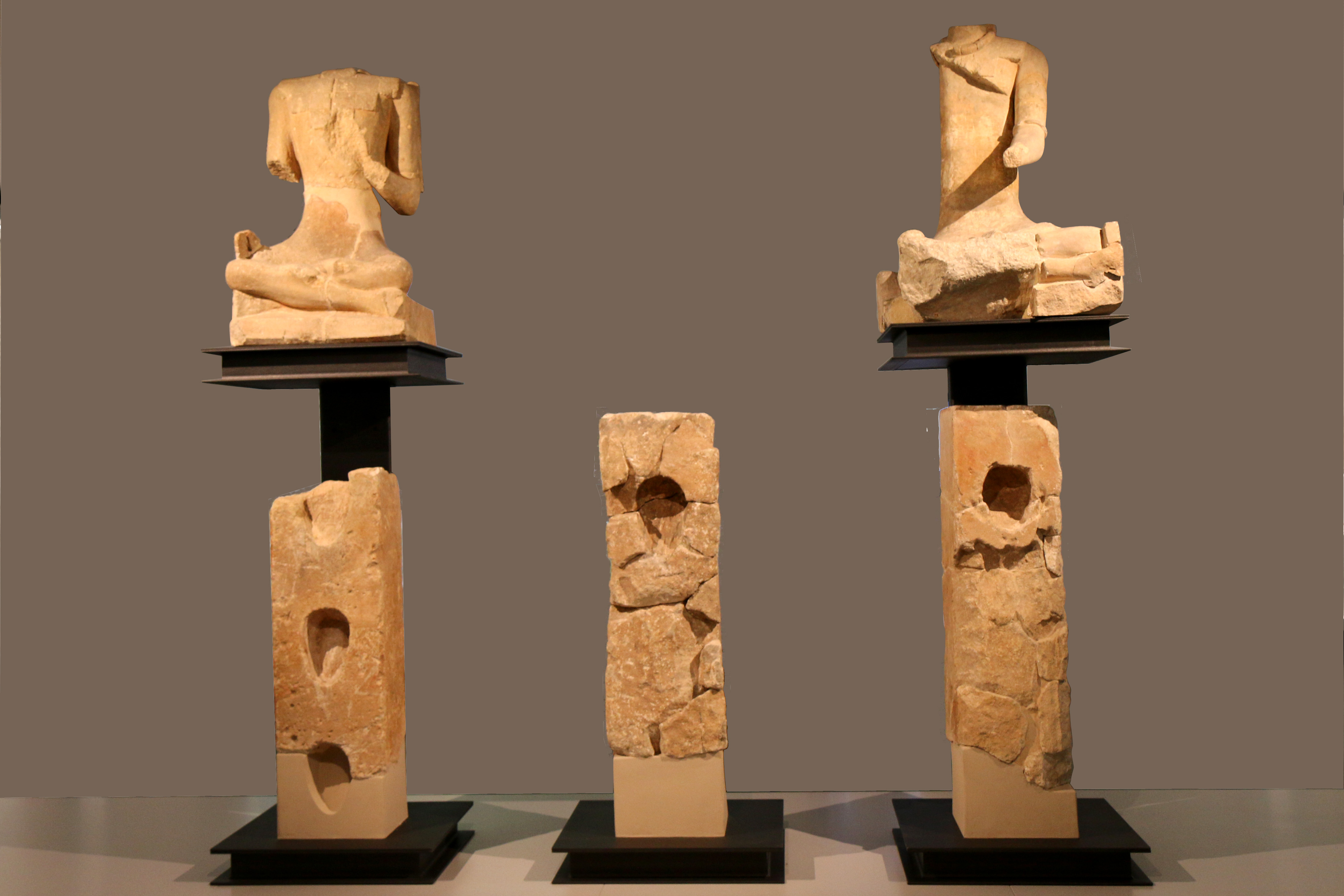
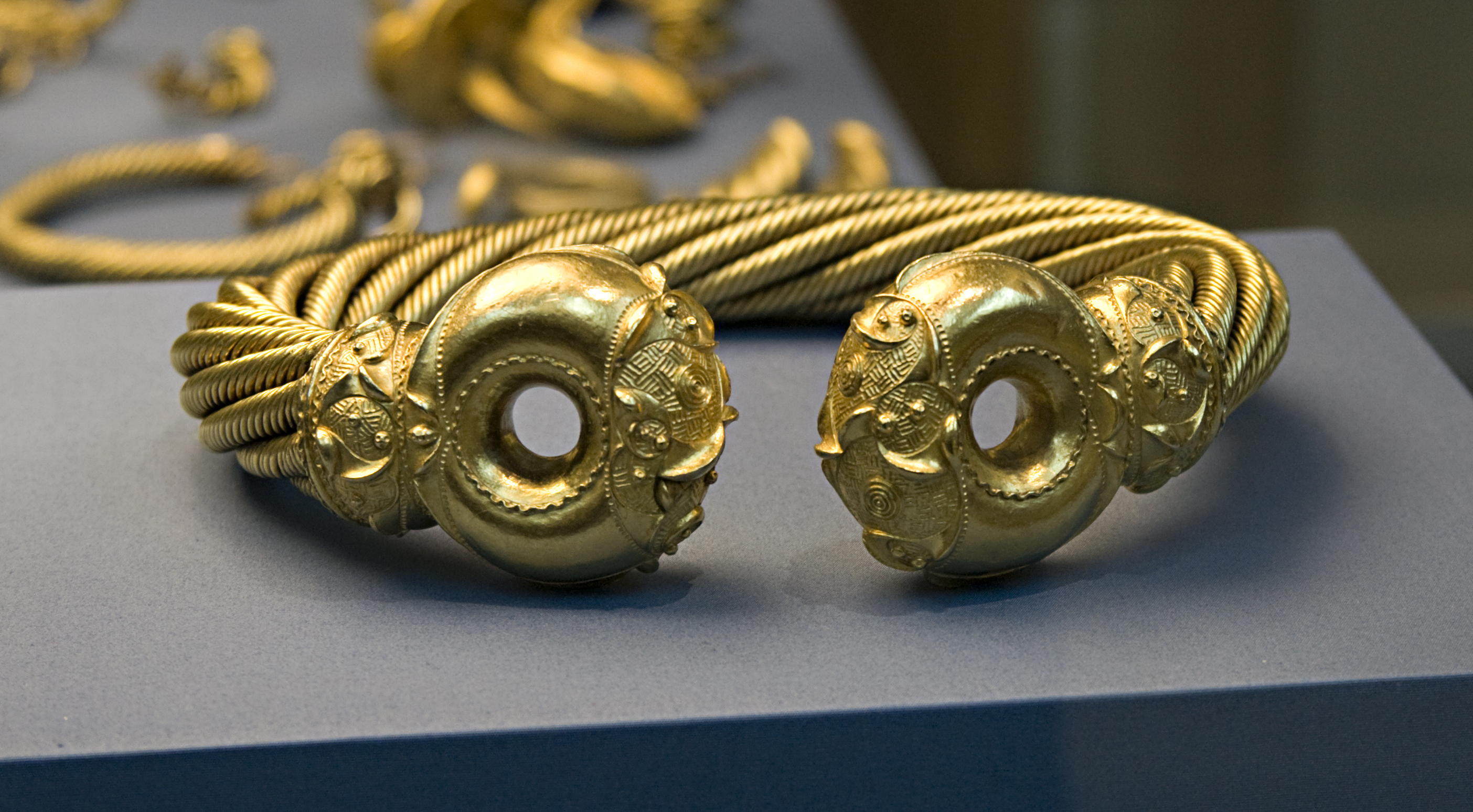
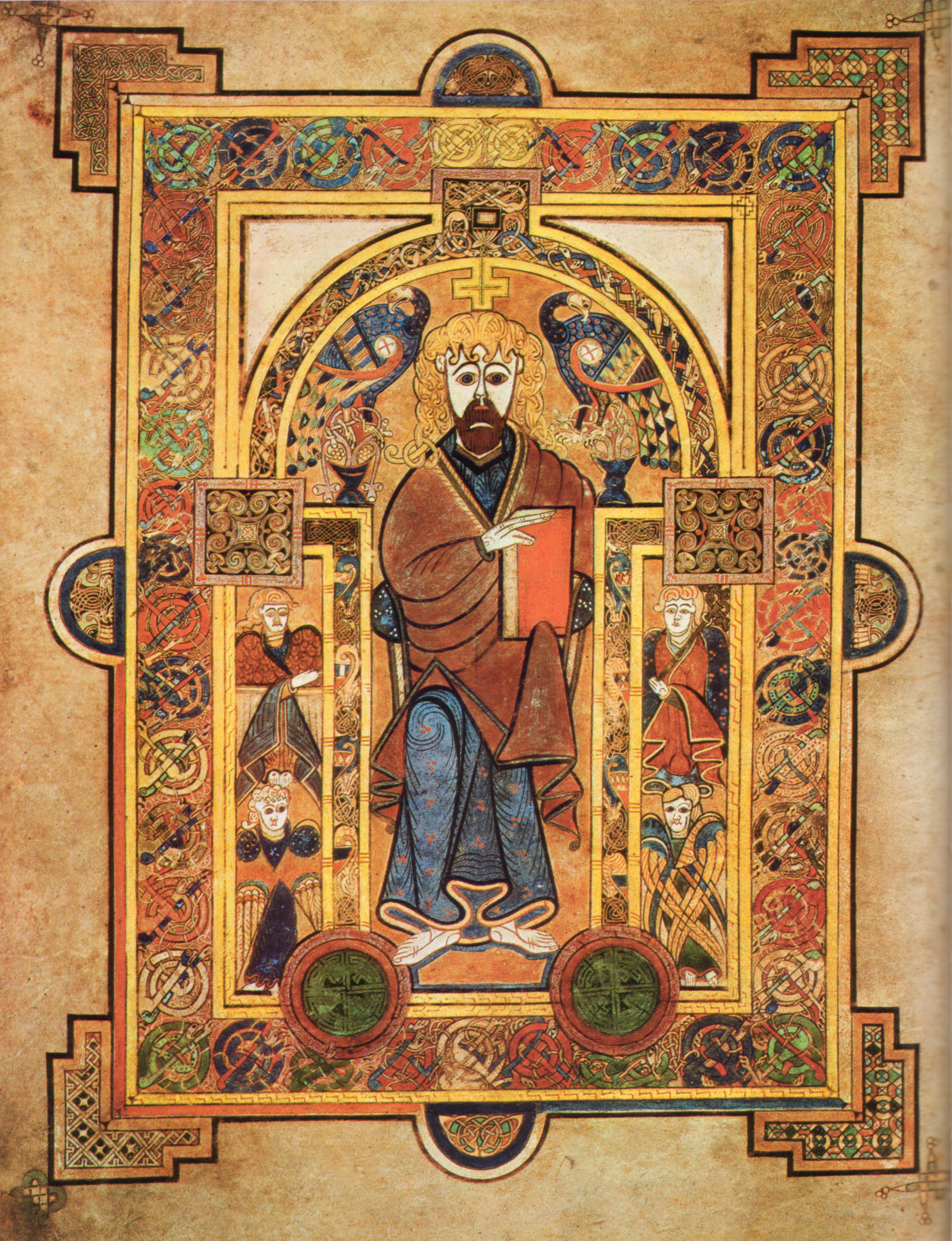
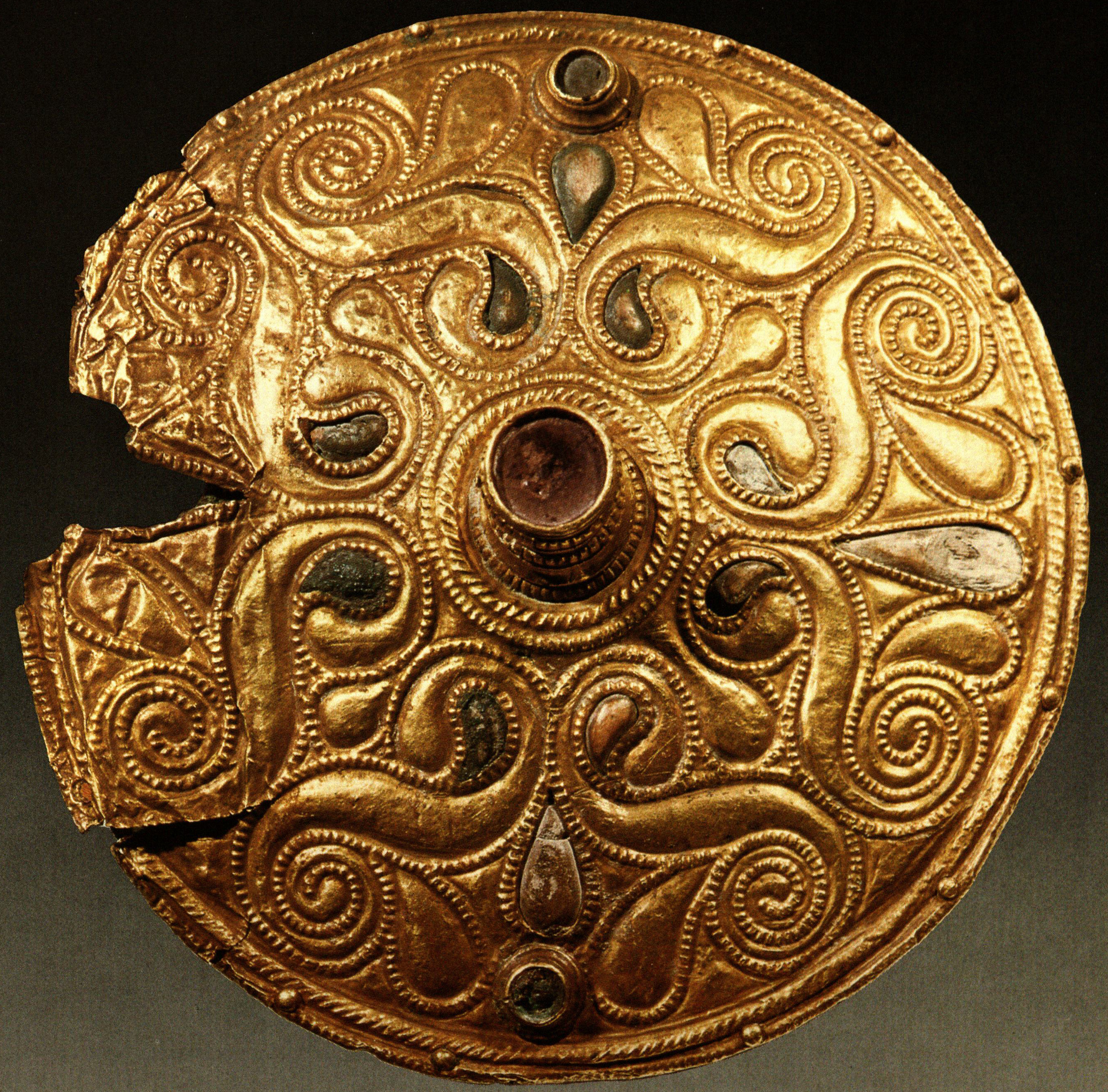
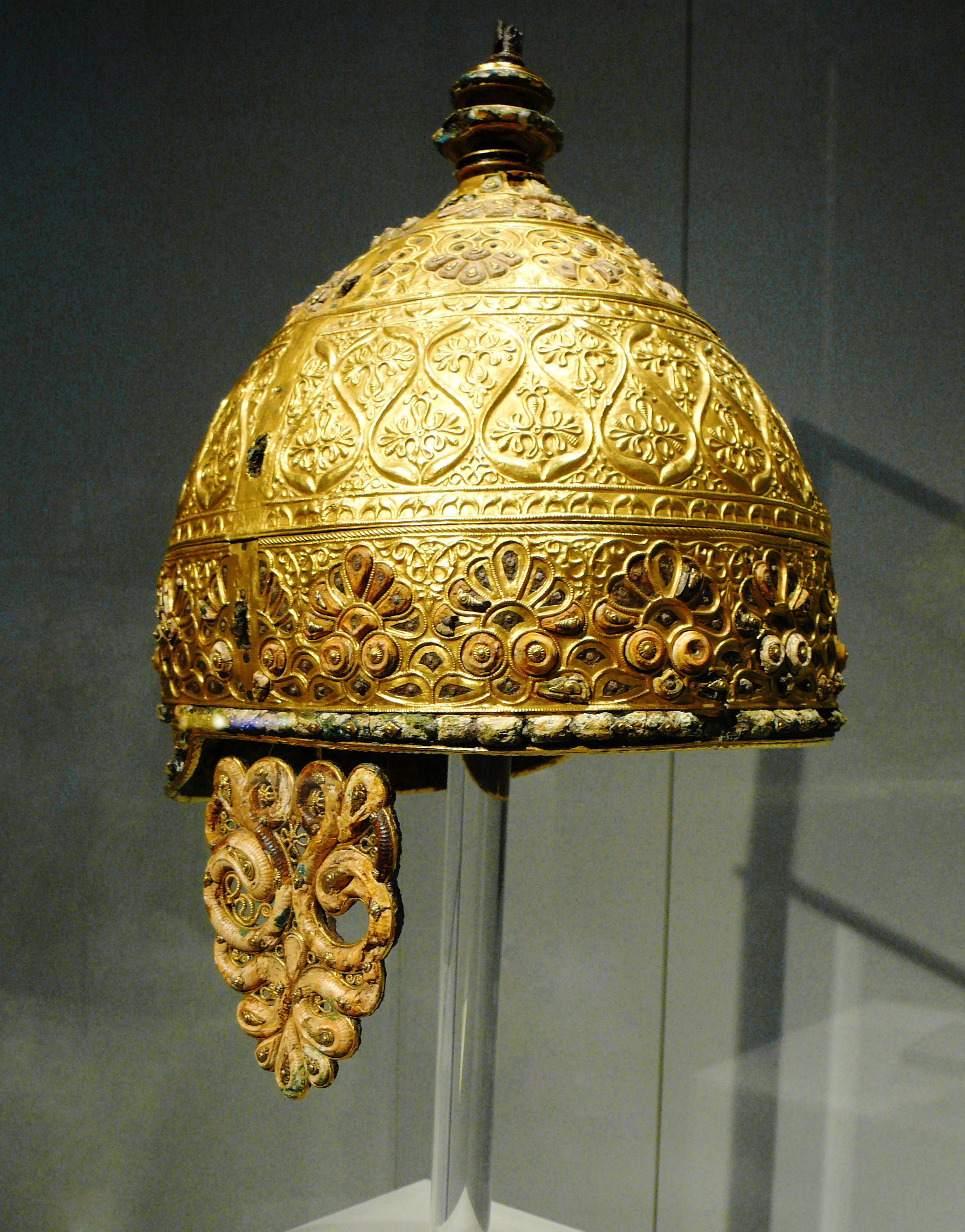
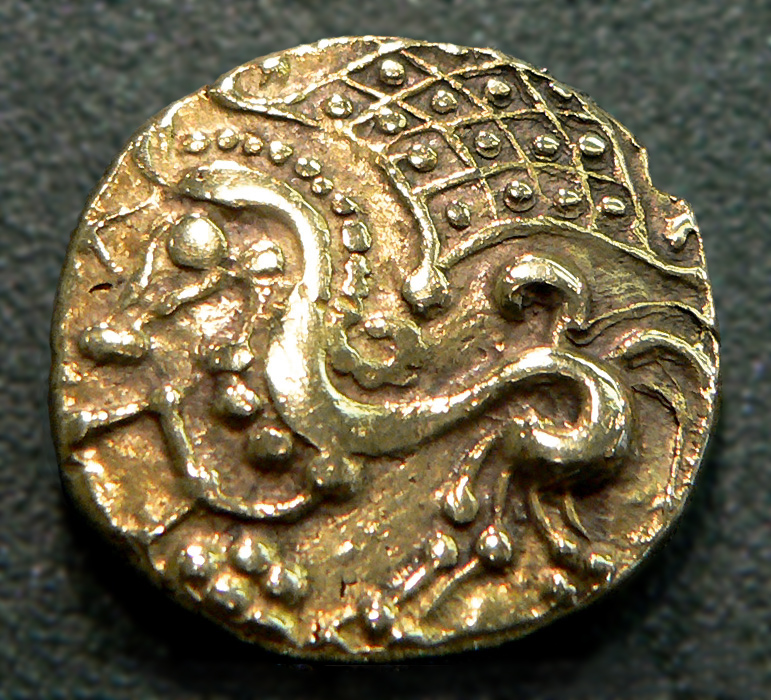